# ديفيد سيمز (عالم الأحياء البحرية)
ديفيد سيمز (بالإنجليزية: David Sims)‏ هو عالم الأحياء البحرية بريطاني، ولد في 7 يونيو 1969 في وورثينغ ‏ في المملكة المتحدة.